# Pete Namlook
Pete Namlook —nacido como Peter Kuhlmann, Frankfurt, 1960 - 8 de noviembre de 2012— fue un productor y compositor alemán de música electrónica y ambient. En 1992 fundó el sello discográfico FAX +49-69/450464, una matriz de música electrónica, sonidos y fusiones musicales de vanguardia.

## Biografía
Estudió música en la Universidad Johann Wolfgang Goethe de Frankfort; además, su trabajo como creador musical recibió influencias de otros músicos y colaboradores, entre los que estuvieron Oskar Sala, un músico alemán de más de 80 años considerado como uno de los pioneros de la música electrónica mundial.
Sus comienzos musicales estuvieron dentro del campo del jazz fusión. Su carrera como músico profesional comenzó cuando realizó su primer álbum Romantic Warrior (también tomó ese apodo artístico), ingresando, después de 2 álbumes en el mundo del techno. Se reúne con Dj Criss y generan el primer maxi, Sequential. Luego, con Pascal F.E.O.S, elaboran True colors, un maxi 12'; pero los problemas surgían cuando presentaban sus tracks a las discográficas. Ninguna de las que visitaron quiso publicarlos, así que Pete Namlook y sus amigos pensaron en realizar sus propias tiradas creando su propia discográfica.
Más tarde el sello discográfico N.E.W.S. apoya la producción de Namlook, consiguiendo un impulso extra para el desarrollo de la futura Fax Records. Entonces, en el verano de 1992, aparece SILENCE en colaboración con Dr Atmo.
Pete Namlook trabajó con músicos de la talla de Richie Hawtin, Bill Laswell, Klaus Schulze, David Moufang, Tetsu Inoue, Pascal F.E.O.S., Gier Jenssen, Jochem Paap, Jonah Sharp, Wolfram Der Spyra, Ritchie Hawtin y Atom Heart, entre otros. En su opinión:

Lo que yo llamo 'Ambient Music' fue inventado por la naturaleza. Ningún humano lo hizo o inventó antes, obviamente. No hay reglas humanas en consecuencia para generar este tipo de música, simplemente el instinto y las emociones y las posibilidades de los instrumentos, cualesquiera sean estos. Tomemos como ejemplo el caso de la música de Debussy o Ravel a finales del siglo XIX. Estos grandes músicos dejaron a un lado las leyes musicales a favor de los sonidos impresionistas. (Pete Namlook, entrevista en The Wire 1997)